# Data Radio Channel
Data Radio Channel (DARC) ist ein Standard zur Übertragung von Daten mit einer Bandbreite von 16 kbit/s in einem sogenannten Nebenträger über UKW-Rundfunk. DARC nutzt eine Frequenz von 76 kHz und entspricht der 4. Oberwelle des FM-Pilottons.
DARC wurde 1997 als Europäischer Standard ETS 300 751 verabschiedet.

## Anwendungen
DARC ist aufgrund seiner höheren Geschwindigkeit gut geeignet, um Verkehrsinformationen zu übermitteln. In Japan wird der VICS-Dienst (Vehicle Information and Communication System) seit 1996 in den Großräumen Tokio, Nagoya und Osaka betrieben. In Frankreich wurde DARC für Verkehrsnachrichten (TMC) Traffic Message Channel getestet.
In den USA wurde DARC ab 1988 durch Digital DJ verwendet, um Aktienkurse zu übertragen.
In München wird DARC verwendet, um Nahverkehrsdaten an batteriebetriebene Verkehrszeichen in Bussen und S-Bahnen zu übertragen.

## Ähnliche Technologien
Andere Übertragungsverfahren sind RDS und DirectBand von Microsoft.